# Анналы краковских францисканцев
Анналы краковских францисканцев (пол. Rocznik franciszkanski krakowski) — компиляция кон. XIII в., составленная неким францисканским монахом из Хроник Винцентия Кадлубека и Дежвы (Межвы), а также из протографа Великой хроники и некоторых неизвестных источников. Сохранились в рукописях 2-й пол. XV в. Охватывают период с 1202 по 1288 гг. Рассматривают события польской истории, уделяя особое внимание францисканцам и пр. нищенствующим монахам. Содержат сведения по истории Галицкой Руси, Литвы, Золотой Орды и пр. земель.

## Издания
- Rocznik franciszkanski krakowski / wydal A. Bielowski // MPH, Tomus 3. Lwow. 1878, p. 46-52[1].

## Переводы на русский язык
- Анналы краковских францисканцев в переводе А. С. Досаева на сайте Восточная литература